# Neotanais americanus
Neotanais americanus is een naaldkreeftjessoort uit de familie van de Neotanaidae. De wetenschappelijke naam van de soort is voor het eerst geldig gepubliceerd in 1886 door Beddard.